# 王毓祥
參數所指定的目標頁面不存在，建議更正成存在頁面或直接建立下列一個頁面（建立前請先搜尋是否有合適的存在頁面可以取代）：
- 王毓祥 (順治進士)

王毓祥（1886年—1949年）字祉伟，湖南衡阳人。中华民国教育家，上海大夏大学创办人之一，大夏大学校歌的词作者。

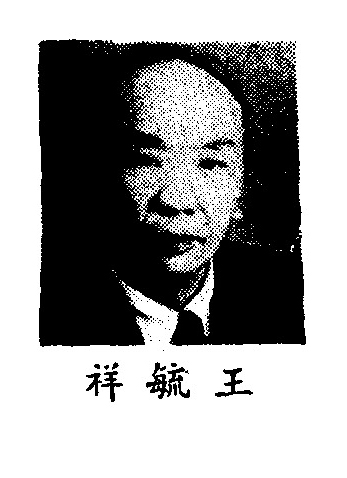
制憲國民大會代表

## 生平
王毓祥生于一个地方望族，家学深厚。中年时，王毓祥赴美国留学，先后在加利福尼亚大学、芝加哥大学、纽约大学等校研修经济学。归国后，历任国立东南大学、暨南大学、中山大学、厦门大学讲席。1924年，与欧元怀、傅式说三人成立了校务行政委员会，创办大夏大学。此后，王毓祥历任大夏大学秘书长、副校长等职。1933年，被任命为立法院立法委员。1949年10月，王毓祥因心脏病突发在大夏大学的寓所内逝世，享年63岁。

## 荣誉
- 三等景星勋章（1946年1月1日批准[3]）